# Maria de La Cerda
Maria de La Cerda e Lara (1319 – Paris, 13 de março de 1375) foi uma infanta de Castela por nascimento. Ela foi condessa de Étampes pelo seu primeiro casamento com Carlos de Évreux, e condessa de Alençon, Perche e Chartres pelo seu segundo casamento com Carlos II de Alençon.

## Família
Maria foi a terceira filha, quarta e última criança nascida de Fernando de La Cerda e de Joana Nunes de Lara. 
Os seus avós paternos eram o infante de Castela, Fernando de La Cerda, e a princesa Branca de França. Os seus avós maternos eram João Nunes I de Lara e Teresa Dias II de Haro, senhora de Biscaia.
Maria teve três irmãos mais velhos: Branca Nunes de Lara, esposa de João Manuel de Castela, e mãe da rainha Joana Manuel de Castela, João Nunes III de Lara, senhor de Biscaia, marido de Maria Dias II de Haro, e Margarida, monja do Mosteiro de Caleruega.

## Biografia
Maria detinha o título de senhora de Lunel, hoje uma comuna da Occitânia.
Em 28 de setembro de 1334, foi assinado o contrato de casamento entre Maria e o príncipe João de Eltham, Conde da Cornualha, filho do rei Eduardo II de Inglaterra e de Isabel de França. A dispensa papal foi dada em outubro daquele ano, pois os dois eram parentes pelo 3.º e 4.º graus de consanguinidade. Porém, o casamento nunca chegou a acontecer.
Assim, em 1 de abril de 1335, na cidade de Poissy, Maria se casou com o conde Carlos de Évreux, filho do conde Luís de Évreux, fundador da Casa de Évreux (um filho do rei Filipe III de França, e meio-irmão de Filipe IV de França) e de Margarida de Artésia. O casamento durou apenas um ano, pois Carlos faleceu em 5 de setembro de 1336. Eles tiveram filhos gêmeos.

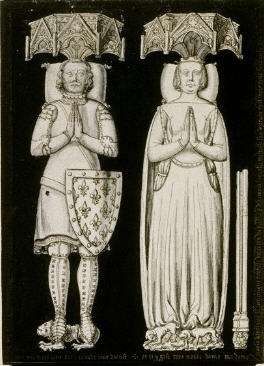
Ilustração da tumba de Maria e Carlos II, c. 1700, por François Roger de Gaignières.

Apenas alguns meses após ficar viúva, a infanta se casou com o conde Carlos II de Alençon, em 13 de dezembro de 1336. Ele era filho do conde Carlos de Valois (também filho do rei Filipe III de França) e de sua primeira esposa, Margarida, Condessa de Anjou. Carlos também já tinha sido casado antes, com a condessa Joana de Joigny, que havia morrido há pouco tempo, em 2 setembro de 1336, três dias antes do primeiro marido de Maria.
O segundo casamento de Maria durou apenas nove anos, pois Carlos faleceu na Batalha de Crécy, em 1346. Eles tiveram cinco filhos, quatro meninos e uma menina.
Maria faleceu em 13 de março de 1375, com aproximadamente 56 anos de idade, e foi enterrada ao lado do segundo marido no Couvent des Jacobins de la rue Saint-Jacques, que hoje não existe mais. Eles foram reenterrados na Basílica de Saint-Denis, onde hoje estão as efígies do casal.

## Descendência
Do primeiro casamento:
- Luís I de Étampes (1336 – 6 de maio de 1400), sucessor do pai como conde e da mãe como senhor de Lunel. Foi casado com Joana de Brienne, senhora de Château-Chinon, e viúva de Gualtério VI de Brienne. Não teve descendência;
- João de Étampes (1336 – após 1373), foi mantido como refém pelos ingleses em 1360, em troca da liberdade do rei João II de França.[5]

Do segundo casamento:
- Carlos III de Alençon (fevereiro de 1337 – 5 de julho de 1375), sucessor do pai como conde de Alençon e de Perche. Ele desistiu do título em 1361 para se tornar um monge dominicano no convento de Saint-Jacques, em Paris. Foi investido como arcebispo de Lião em 1365;[6]
- Filipe de Alençon (1139 – 15 de agosto de 1397), foi um cardeal, Deão do Sagrado Colégio dos Cardeais, e arcebispo de Ruão a partir de 1362. Nomeado Patriarca latino de Jerusalém pelo papa;[6]
- Pedro II de Alençon (1340 – 20 de setembro de 1404), sucessor do irmão. Foi marido de Maria Chamaillart, viscondessa de Beaumont-au-Maine, com quem teve oito filhos;
- Roberto de Alençon (1344 – 1377), sucessor de Carlos III em Perche. Foi casado com Joana de Rohan, como seu primeiro marido, mas não teve filhos;
- Isabel de Alençon (1346 – 3 de setembro de 1379), ingressou no Priorado de São Luís de Poissy como freira, e lá foi enterrada.